# Tomopisthes varius
Tomopisthes varius är en spindelart som beskrevs av Simon 1884. Tomopisthes varius ingår i släktet Tomopisthes och familjen spökspindlar. Inga underarter finns listade i Catalogue of Life.